# Asthena sachalinensis
Asthena sachalinensis är en fjärilsart som beskrevs av Matsumura 1925. Asthena sachalinensis ingår i släktet Asthena och familjen mätare. Inga underarter finns listade i Catalogue of Life.